# Света лига (1511)
Света лига из 1511. године је била коалиција коју су формирале Папска држава, Млетачка република, Шпанија, Швајцарска, Свето римско царство и Енглеска против Француске.

## Претходници
Папа Јулије II је 1503. године почео да спроводи политику која је имала за циљ да врати превласт Папске државе у Италији. Његов главни циљ је био да поврати територије које су Борџије, са папом Александром VI на челу, отели цркви. Испрва је почео да ратује са мањим и слабијим италијанским државама, али кад је ступио у сукоб са Венецијом, видео је потребу за формирањем савеза како би могао да победи, тако да је формирао Лигу из Камбреа, коју су сачињавали краљ Француске, Луј XII, краљ Арагона, Фернандо Католички, и цар Светог римског царства, Максимилијан I. У сукобу са таквом снагом, Млетачка република је убрзо била побеђена.

## Формирање лиге
Након пораза Млетачке републике, папа је, видевши да су Французи окупирали Милано и Ђенову, одлучио да овај пут формира савез против Француске. Организовао је овај пут Свету лигу у коју су ушле Папска држава, Млетачка република и Шпанија. Лига је била званично формирана 4. октобра 1511. године. месец дана касније, придружила јој се и Енглеска на челу са краљем Хенријем VIII, а нешто касније и Свето римско царство и Швајцарска.
Док су се водили преговори, папа је за свој рачун радио на распиривању антифранцуског расположења. почетком године је он лично, као капетан снага папске државе, освојио Мирандолу, италијански град који је био савезник Француске, а с друге стране је екскомуницирао и сменио Алфонса Ферару, мужа Лукреције Борџије и симпатизанта француског краља. Луј XII је одговорио упадом у Болоњу.
Кад је сазнала за стварање Лиге, Француска је скупила огромне војне снаге и послала их у Италију. Априла 1512. године дошло је до битке код Равене и Французи су у почетку били надмоћнији, чак су могли и да победе да није погинуо Гастон де Фоа, надвојвода од Нарбоне и брат друге жене Фернанда Католичког, Жермен де Фоа. Међутим, од тренутка његове погибије, све је кренуло наопако: Французи су морали да напусте Милано, изгубили су Болоњу, Парму, Ређио и Пјаченцу, швајцарске трупе су их тукле у Новари и били су принуђени да пређу Алпе док су их снаге Лиге пратиле све до Дижона, док су им Енглези претили да ће да пређу Ламанш а Максимилијан се спремао да пређе француско-немачку границу и упадне на француску територију.
Једини савезник Француске била је Фиренца која није умела да реагује на прави начин и неодлучност њениг владара је довела до нестанка савезништва са Француском. Ово је довело до инвазије Лиге на Фиренцу у августу 1512. године. Без друге одбране до милиције, Фиренца је одмах пала скоро без отпора, а потом била препуштена пљачки и пустошењу војника Лиге.
Француска, окружена са свих страна непријатељем, положила је оружје следеће године.

## Последице
Папа Јулије II је потом добио прилику да се одужи Фернанду Католичком зато што му је помогао да из Италије избаци Французе. Године 1512. круна Наваре је била у рукама Каталине де Фоа, која је била удата за Жана III од Албреа. Под изговором да краљеви Наваре подржавају албижанску доктрину, Фернандо Католички, краљ Арагона и регент Кастиље, успеоје да добије папску булу (Pastor Ille Caelestis) којом се генерички ексомуницирају сви савезници Француске, и тиме имао оправдање да нападне Краљевину Навару 19. јула исте године. Следеће године је папа издао другу булу (Exigit Contumacium) којом се одузима круна и краљевство кући Албре а њихови поданици се ослобађају од заклетве на верност и тиме остави краљевство на милост и немилост ономе који га се први дочепа. Фернандо је одмах пожурио да је нападне са кастиљанским војницима и под командом Фадрикеа Алвареза де Толеда, другог војводе од Албе, који је окупирао Краљевину Навару у року од два месеца. Године 1515. споразумом Кортеса у Бургосу, без присуства наварских представника, Навара је постала део Кастиље иако су контраофанзиве трајале још неколико година. На крају, Карло V је одустао од територија Доње Наваре на северу Пиринеја због непрестаних устанака које је потпомагала Француска.
У Италији, Фернандо Католички је добио Напуљ. Међутим, ратови између Шпаније и Француске око поседа у Италији наставиће се још много година након тога.